# رون إلدارد
رون إلدارد (بالإنجليزية: Ron Eldard)‏ مواليد 20 فبراير 1965 في لونغ آيلند، نيويورك، الولايات المتحدة، هو ممثل أمريكي بدأ مسيرته الفنية سنة 1989.

## الأعمال
- حياة واحدة للعيش
- عطر امرأة
- العشاء الأخير
- إي آر
- النيام
- ديب إمباكت
- سقوط الصقر الأسود
- السفينة الشبح
- القانون والنظام: الوحدة الخاصة للضحايا
- سوبر 8
- جوبز

## روابط خارجية
- رون إلدارد على موقع IMDb (الإنجليزية)
- رون إلدارد على موقع ألو سيني (الفرنسية)
- رون إلدارد على موقع أول موفي (الإنجليزية)
- رون إلدارد على موقع قاعدة بيانات برودواي على الإنترنت (الإنجليزية)
- رون إلدارد على موقع قاعدة بيانات الأفلام السويدية (السويدية)
- رون إلدارد على موقع إن إن دي بي (الإنجليزية)
- رون إلدارد على موقع قاعدة بيانات الفيلم (الإنجليزية)
- رون إلدارد على موقع كينوبويسك (الروسية)